# Резолюция Совета Безопасности ООН 132
Резолюция Совета Безопасности ООН 132 — резолюция, принятая 7 сентября 1959 года. Данная резолюция была единственной резолюцией принятой в 1959 году. Данная резолюция учредила специальный подкомитет для детального изучения ситуации в Лаосе.

## Предыстория
После обретением Лаосом независимости от Франции к власти в стране пришло Королевское правительство. По итогам Вьентьянских соглашений (1956 и 1957 гг.) и Женевской конференции (1954 г.) социалистические силы Патет Лао получили амнистию, а правительство Лаоса обязалось не допускать какой-либо дискриминации по отношению к лицам сражавшимся на стороне Патет Лао. После проведения свободных выборов многие видные социалистические деятели получили руководящие должности в правительстве и места в местных парламентах. Но позже в отношении них начались репрессии и аресты, соглашения принятые на Женевской конференции и во Вьентьяне перестали соблюдаться, а международная комиссия по контролю выполнения этих соглашений фактически бездействовала. В стране начались боевые столкновения между Королевской армией Лаоса при содействии американцев и коммунистами Лаоса при содействии Вьетнамской народной армии. Таким образом Лаос фактически был в состоянии гражданской войны.
4 сентября 1959 года, в Совет Безопасности пришло официальное письмо с обращением правительства Лаоса с просьбой о направлении в Лаос Чрезвычайных вооруженных сил ООН. В письме королевское правительство Лаоса обвиняло Демократическую Республику Северного Вьетнама в вооруженной агрессии и нападении на приграничные посты.

## Заседание Совета Безопасности ООН № 848
Данное письмо стало главной причиной принятия резолюции, в которой Совет Безопасности постановил назначить подкомитет в составе Аргентины, Италии, Туниса и Японии для рассмотрения заявлений касающихся Лаоса и проводить различного рода исследования, которые данный подкомитет сочтет нужными и необходимыми, а также, как можно скорее, предоставить Совету Безопасности свой доклад.
Целью создания подкомитета являлось желания Совета Безопасности получить более ясную картину ситуации сложившейся в Лаосе, чтобы можно было найти приемлемое решение данной проблемы мирным путем.
В самом же начале заседания Советский Союз пытался протестовать против рассмотрения данного вопроса в принципе, апеллирую к тому, что все что нужно сделать это вернуться к выполнению Вьентьянских соглашений и Женевской конференции 1954 года. Но другие участники заседания отклонили протест Советского Союза.
Данная резолюция носит процедурный характер, так как учредила вспомогательный орган. По этой причине резолюция была принята, несмотря на голос против одного из постоянных членов совета Советского Союза. В ходе заседания шла острая дискуссия по поводу признания данной резолюции процедурной, в конце которой Советский Союз обвинил Соединенные Штаты, Соединенное Королевство и Францию в нарушении предыдущей практики и в ломке сан-францисской декларации, а также в нарушении Устава ООН. В связи с чем заявил, что принятая резолюция считается незаконной.

## Дальнейшие события
Впоследствии организованный подкомитет признал, что военные столкновения и пересечения границ носили партизанский характер, и не смог установить, что ответственными за это были вьетнамские войска.

## Результаты голосований
Резолюция принята десятью голосами; Советский Союз проголосовал против.